# CFR-Baureihe 060 DA
Die Reihe 060 DA der rumänischen Staatsbahn CFR, auch unter der Bezeichnung Electroputere LDE 2100 bekannt, ist eine Baureihe von Diesellokomotiven mit elektrischer Leistungsübertragung für den schweren Schnellzug- und Güterzugdienst, die erstmals 1959 bei SLM in der Schweiz und von 1960 bis 1993, beginnend mit der siebenten Lokomotive, in Lizenz bei Electroputere in der rumänischen Stadt Craiova gebaut wurde. Die ersten sechs Fahrzeuge besaßen einen Dieselmotor des Herstellers Sulzer (Winterthur) und die elektrische Ausrüstung von BBC (Baden). Beide Unternehmen waren Konsortialpartner der SLM. Für weitere zehn Lokomotiven kam die Ausrüstung noch aus der Schweiz, anschließend baute UCM Reșița unter Lizenz die Motoren und Caransebeș, ab 1971 Caromet die Drehgestelle.
Werksnummern der ersten sechs Lokomotiven:
- SLM 4246 – 4251
- BBC 6095 – 6100
- Sulzer ML585 – ML590

Bis 1993 wurden 2496 Exemplare ausgeliefert. Empfänger waren die CFR (1476 Stück), private rumänische Bahnen (160 Stück) sowie die Staatsbahnen in Polen (Baureihe ST43 – 420 Stück), Bulgarien (Baureihe 06 – 130 Stück) und China (379 Stück). Noch heute verkehren Lokomotiven dieses Typs in Rumänien, Serbien, Italien, Spanien, Polen, Bulgarien, China und im Iran.
Eine Anzahl Lokomotiven erhielt geänderte Getriebe für 120 km/h (Baureihe 062); eine weitere Anzahl wurde für die Spurweite der russischen Breitspur von 1524 mm gebaut (Baureihen 067 und 068).
Das Bild oben rechts zeigt die erste Lokomotive 060 DA 001 bei einer Vorführ-Probefahrt in der Schweiz am 14. Mai 1959. Diese Ursprungslok steht heute in einem rumänischen Museumspark.

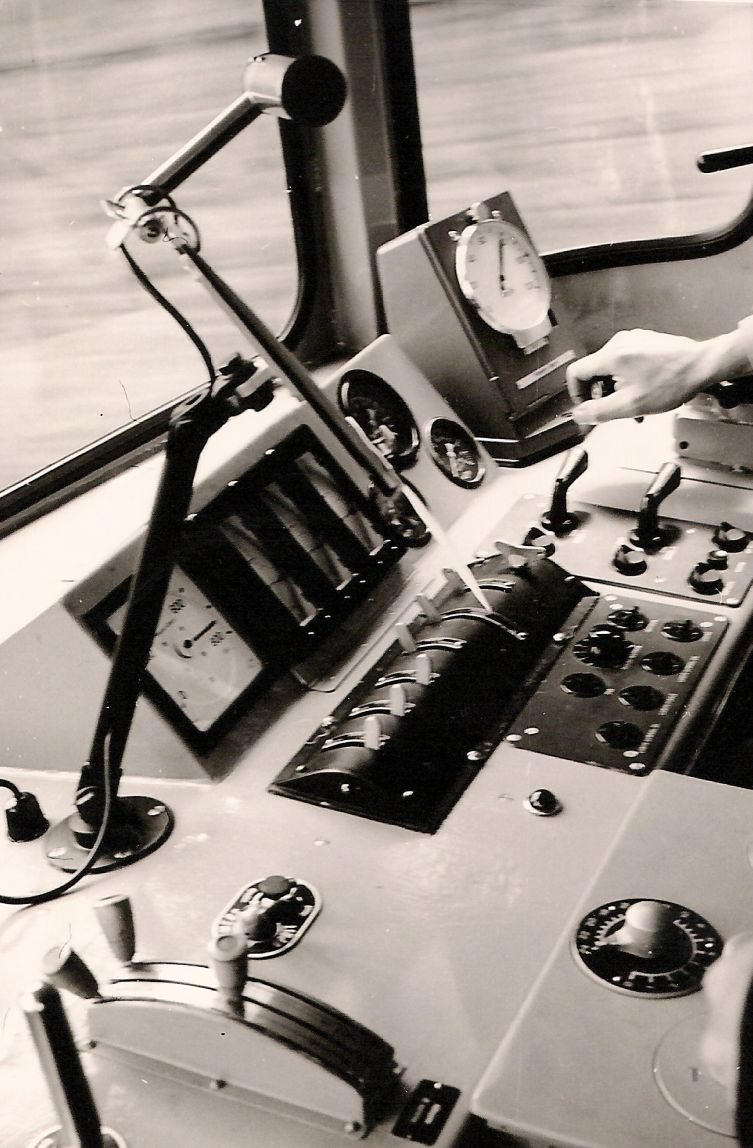
Fahrpult der 060 DA 001

## Die 060 in Italien (FER)
2005 kaufte die italienische Bahngesellschaft Ferrovie Emilia Romagna (FER) drei Exemplare von dieser Baureihe, die in der Gruppe D.361 mit Nummern D.361.001 bis 003 eingeordnet wurden.